# Odyssey of Iska
Odyssey of Iska – czternasty album studyjny amerykańskiego saksofonisty jazzowego Wayne’a Shortera, wydany po raz pierwszy w 1971 roku z numerem katalogowym BST 84363 nakładem Blue Note Records.

## Powstanie
Materiał na płytę został zarejestrowany 26 sierpnia 1970 roku w A&R Studios w Nowym Jorku. Produkcją albumu zajął się Duke Pearson.
Tego samego dnia zarejestrowano utwory, które trafiły na longplay Moto Grosso Feio. Była to ostatnia sesja nagraniowa Shortera dla Blue Note aż do czasu powstania płyty Without a Net.

## Lista utworów
Opracowano na podstawie materiału źródłowego.
Wydanie LP
Strona A
| Nr | Tytuł utworu | Muzyka        | Długość |
| -- | ------------ | ------------- | ------- |
| 1. | „Wind”       | Wayne Shorter | 8:00    |
| 2. | „Storm”      | Shorter       | 8:16    |
| 3. | „Calm”       | Shorter       | 3:23    |
|    |              |               | 19:39   |

Strona B
| Nr | Tytuł utworu                                       | Muzyka           | Długość |
| -- | -------------------------------------------------- | ---------------- | ------- |
| 1. | „De pois do amor, o vazio (After Love, Emptiness)” | Robert C. Thomas | 11:35   |
| 2. | „Joy”                                              | Shorter          | 9:00    |
|    |                                                    |                  | 20:35   |

## Twórcy
Opracowano na podstawie materiału źródłowego.
Muzycy:
- Wayne Shorter – saksofon sopranowy, saksofon tenorowy
- David Friedman – wibrafon, marimba
- Gene Bertoncini – gitara
- Ron Carter, Cecil McBee – kontrabas
- Billy Hart, Alphonse Mouzon – perkusja
- Frank Cuomo – perkusja, instrumenty perkusyjne

Produkcja:
- Duke Pearson – produkcja muzyczna
- Wayne Shorter, Leonard Feather – liner notes